# 아론 프레이지어
아론 프레이지어(Aaron Frazier, 1982년 6월 29일 ~ )는 미국의 배우이다. 시카고에서 태어났다.

## 지지
2023년 10월, 프레이저는 이스라엘의 가자 폭격에 대한 휴전을 촉구하는 예술가들의 내용을 담은 미국 대통령 조 바이든에게 보내는 공개 서한에 서명했다.

## 영화
- 팻 알버트 (2004년)
- 모래와 안개의 집 (2003년)

## 텔레비전
- 조안 오브 아카디아
- 쉴드: XX 강력반
- 클로저 (드라마)
- 머더 인 더 퍼스트